# Mike Scott (músico)
Mike Scott é um músico escocês, nasceu no dia 14 de Dezembro de 1958 em Edimburgo, é conhecido por ser líder e formador da banda The Waterboys no entanto também lançou alguns discos em nome próprio.